# Rautuvaara
Rautuvaara är en bergstopp i Finland. Den ligger i Enontekis i landskapet Lappland, i den norra delen av landet, 900 km norr om huvudstaden Helsingfors. Toppen på Rautuvaara är 692 meter över havet, eller 272 meter över den omgivande terrängen. Bredden vid basen är 3,6 km.
Terrängen runt Rautuvaara är kuperad österut, men västerut är den platt.  Trakten runt Rautuvaara är nära nog obefolkad, med mindre än två invånare per kvadratkilometer. Närmaste större samhälle är Hetta, 14,2 km norr om Rautuvaara. Omgivningarna runt Rautuvaara är i huvudsak ett öppet busklandskap.